# NHL 21

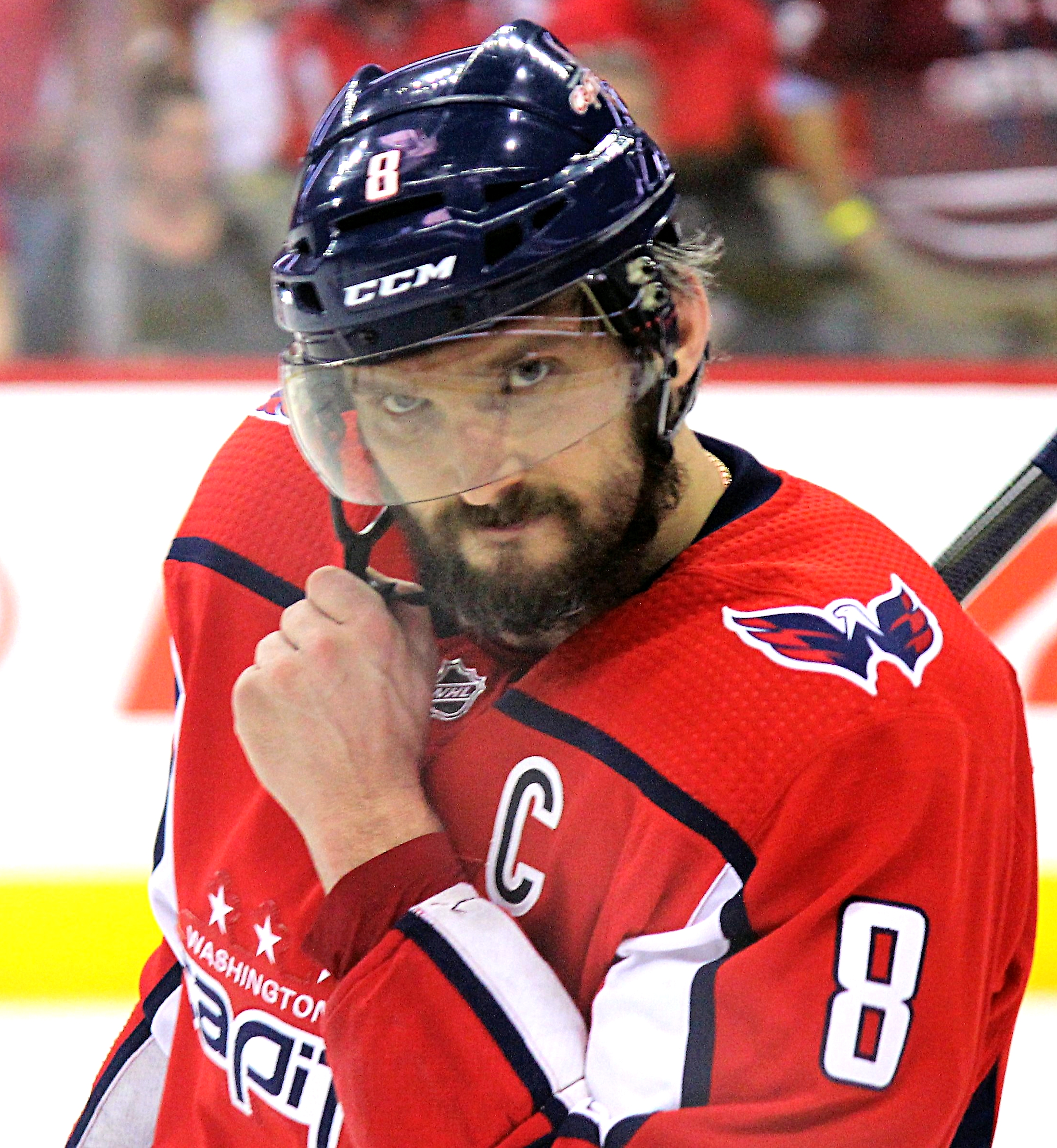
Aleksandr Ovetjkin från Washington Capitals medverkar på spelets omslag.

NHL 21 är ett ishockeyspel till Playstation 4 och Xbox One utvecklad av EA Vancouver och utgiven av EA Sports. Det är det trettionde spelet i NHL-serien som släpptes 16 oktober 2020.

## Spelupplägg
Spelets karriärsläge, känd som Be a Pro utökas med mer interaktivt och filmiskt, lik andra spelserier som Madden NFL och NBA 2K. Spelaren skapar sin hockeyspelare och väljer att börja sin karriär antingen i Canadian Hockey League eller i europeiska hockeyligor som till exempel Svenska hockeyligan eller Deutsche Eishockey Liga eller gå som icke draftad och skriver på kontrakt till ett lag i National Hockey League. Spelaren kan välja dialog när man pratar med sin tränare eller hockeypressen. Valen av dialog påverkar spelarens relationer med lagkamrater, ledningen och deras varumärke. Be a Pros hub har uppdaterats för att matcha det förnyade läget, som gör det möjligt för spelaren att få tillgång till viktiga aspekter till deras hockeyspelare på skärmen.
NHL '94 inkluderas tillsammans med spelet som innehåller uppdaterade laguppställningar med titeln NHL 94 Rewind.

## Lansering
På grund av Covid-19 drogs både presentation och lanseringsdatum. EA Vancouver erbjöd uppdateringar om spelet 20 juni 2020. I uppdateringen bekräftades att spelet släpptes senare än det vanliga datumet i slutet av augusti. De nämnde även att spelet släpps endast till Playstation 4 och Xbox One, men blir även tillgängligt till Playstation 5 och Xbox Series X som bakåtkompatibelt när dessa konsoler släpps i november 2020.
Spelets trailer visades 24 augusti 2020 som också visade spelaren Aleksandr Ovetjkin från Washington Capitals som kommer att medverka på spelets omslag som tidigare medverkade till omslaget av NHL 07. Före visningen öppnade EA Vancouver öppen registrering för privata beta-tester som spelare kunde frivilligt registrera. Testerna börjar 28 augusti med World of Chel och Online Versus-lägena som blir tillgängliga. NHL 21 släpptes 16 oktober 2020, tre olika förhandsbokningar var tillgängliga, Standard-utgåvam Deluxe-utgåva och en Ultimate-utgåva kallad "Great Eight Edition" som är Ovetjkins smeknamn. Varje nivå av innehåller en mängd artiklar som till exempel Hockey Ultimate Team packs och World of Chel med olika föremål i väskan.